# Desmeocraera confluens
Desmeocraera confluens är en fjärilsart som beskrevs av M.Gaede 1928. Desmeocraera confluens ingår i släktet Desmeocraera och familjen tandspinnare. Inga underarter finns listade i Catalogue of Life.